# Povodí Moravy

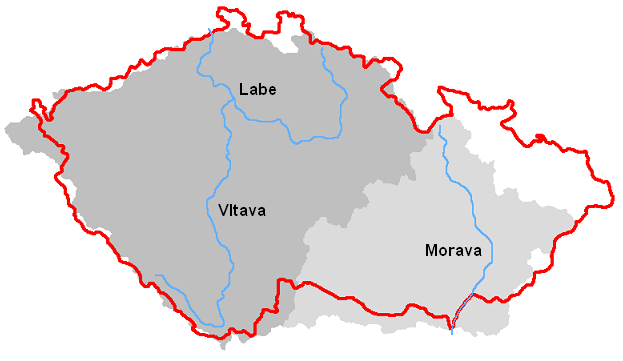
Povodí Moravy v Česku (po soutok s Dyjí včetně)

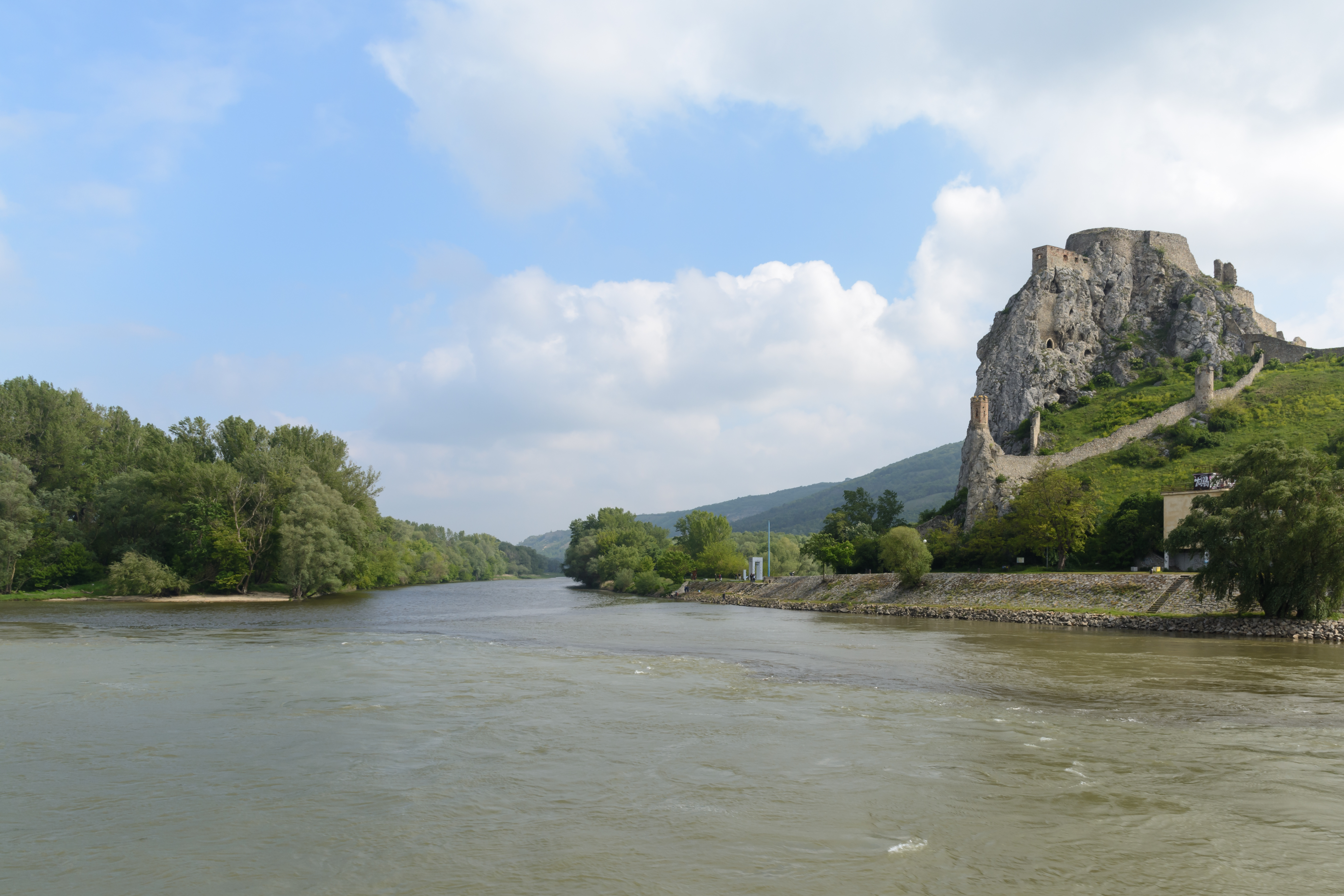
Vyústění Moravy do Dunaje pod Devínem

Povodí Moravy je povodí řeky 2. řádu, součást povodí Dunaje. Tvoří je oblast, ze které do řeky Moravy přitéká voda buď přímo, nebo prostřednictvím jejích přítoků. Jeho hranici tvoří rozvodí se sousedními povodími. Na západě a severozápadě je to povodí Labe, na severovýchodě povodí Odry, na jihovýchodě povodí Váhu a na jihozápadě povodí menších levostranných přítoků Dunaje v Dolních Rakousích. Nejvyšším bodem povodí je s nadmořskou výškou 1491,3 m Praděd v Jeseníkách. Rozloha povodí je 26 658 km², z čehož 20 692,4 km² je na území Česka (26 % plochy státu).

## Charakteristika
Území se nachází ve střední Evropě, převážně na území Česka, s přesahem do Rakouska a na Slovensko. Velmi zhruba odpovídá historické zemi Moravě. Generální sklon povodí je k jihu. Jeho druhým nejvýznamnějším tokem je řeka Dyje, jejíž povodí pokrývá více než polovinu celého povodí Moravy. Hranici povodí tvoří zejména Českomoravská vrchovina, Hrubý a Nízký Jeseník, Beskydy, Javorníky, východ Bílých Karpat a Malé Karpaty. Na jihozápadě v rakouských oblastech Waldviertel a Weinviertel je rozvodí nevýrazné, stejně jako na většině Vysočiny. Nejnižšími sedly do sousedních povodí jsou Porubské (301 m) do povodí Odry, Třebovické (439 m) do povodí Labe a sedlo u Javorníka (370 m) do povodí Váhu. Na povodí se nachází tři velké kotliny – Dyjsko-svratecký úval, Hornomoravský úval a Dolnomoravský úval, tvořící severní část Vídeňské pánve.
Největší město na povodí je Brno, dále Olomouc, Zlín, Jihlava, Prostějov, Přerov (vše v Česku). Okrajově zasahuje i na území slovenské metropole Bratislavy. Administrativně pokrývá v Česku celý Jihomoravský kraj, naprostou většinu krajů Zlínského a Olomouckého, asi polovinu Vysočiny, jihovýchod kraje Pardubického a okrajové části krajů Jihočeského a Moravskoslezského. V Rakousku zasahuje pouze do Dolních Rakous a na Slovensku do částí krajů Bratislavského, Trnavského a Trenčínského.
V rámci povodí Dunaje sahá povodí Moravy nejdále na sever a z jeho dílčích povodí je sedmé nejrozsáhlejší. Jeho západní a severní hranice je zároveň hlavním evropským rozvodím. Poblíž vrcholu povodí (pramene Moravy) se nachází trojmezí mezi úmořími Černého, Severního a Baltského moře (vrch Klepáč).

## Správa povodí
Na území Česka se správou povodí zabývá státní podnik Povodí Moravy. Na Slovensku je to Slovenský vodohospodársky podnik, š.p.

## Dílčí povodí
| povodí                 | rozloha km² | stát             | nejvyšší bod     | nadm.výška m | odtékající řeka | průtok v ústí m³/s | odtok l/s/km² |
| ---------------------- | ----------- | ---------------- | ---------------- | ------------ | --------------- | ------------------ | ------------- |
| Povodí Dyje            | 13 440,40   | Česko · Rakousko | Javořice         | 837,0        | Dyje            | 43,90              | 3,3           |
| Povodí Bečvy           | 1 620,19    | Česko            | Čertův mlýn      | 1206,0       | Bečva           | 17,50              | 10,8          |
| Povodí Myjavy          | 806,00      | Slovensko        | Čapec            | 819,0        | Myjava          | 2,64               | 3,3           |
| Povodí Zaye            | 613,90      | Rakousko         | Buschberg        | 491,5        | Zaya            | 0,75               | 1,2           |
| Povodí Hané            | 612,33      | Česko            | Horka            | 656,0        | Haná            | 2,00               | 3,3           |
| Povodí Třebůvky        | 579,73      | Česko            | Roh              | 660,7        | Třebůvka        | 2,66               | 4,6           |
| Povodí Oskavy          | 568,28      | Česko            | Černé kameny     | 956,0        | Oskava          | 2,04               | 3,6           |
| Povodí Maliny          | 516,60      | Slovensko        | Čertov kopec     | 752,0        | Malina          | 2,23               | 4,3           |
| Povodí Olšavy          | 516,36      | Česko            | Lokov            | 739,0        | Olšava          | 2,14               | 4,1           |
| Povodí Moravské Sázavy | 508,34      | Česko            | Jeřáb            | 1003,0       | Moravská Sázava | 4,52               | 8,9           |
| Povodí Romže           | 456,53      | Česko            | Skalky           | 735,0        | Romže           | 1,37               | 3,0           |
| Povodí Rudavy          | 438,70      | Slovensko        | Záruby           | 768,0        | Rudava          | 2,10               | 4,8           |
| Povodí Dřevnice        | 433,89      | Česko            | Klášťov          | 753,0        | Dřevnice        | 3,15               | 7,3           |
| Povodí Moštěnky        | 353,51      | Česko            | Kelčský Javorník | 864,0        | Moštěnka        | 1,23               | 3,5           |
| Povodí Desné           | 337,85      | Česko            | Praděd           | 1490,8       | Desná           | 4,08               | 12,1          |
| Povodí Blaty           | 311,84      | Česko            | Na skalách       | 564,0        | Blata           | 0,64               | 2,1           |